# Conny Vandenbos

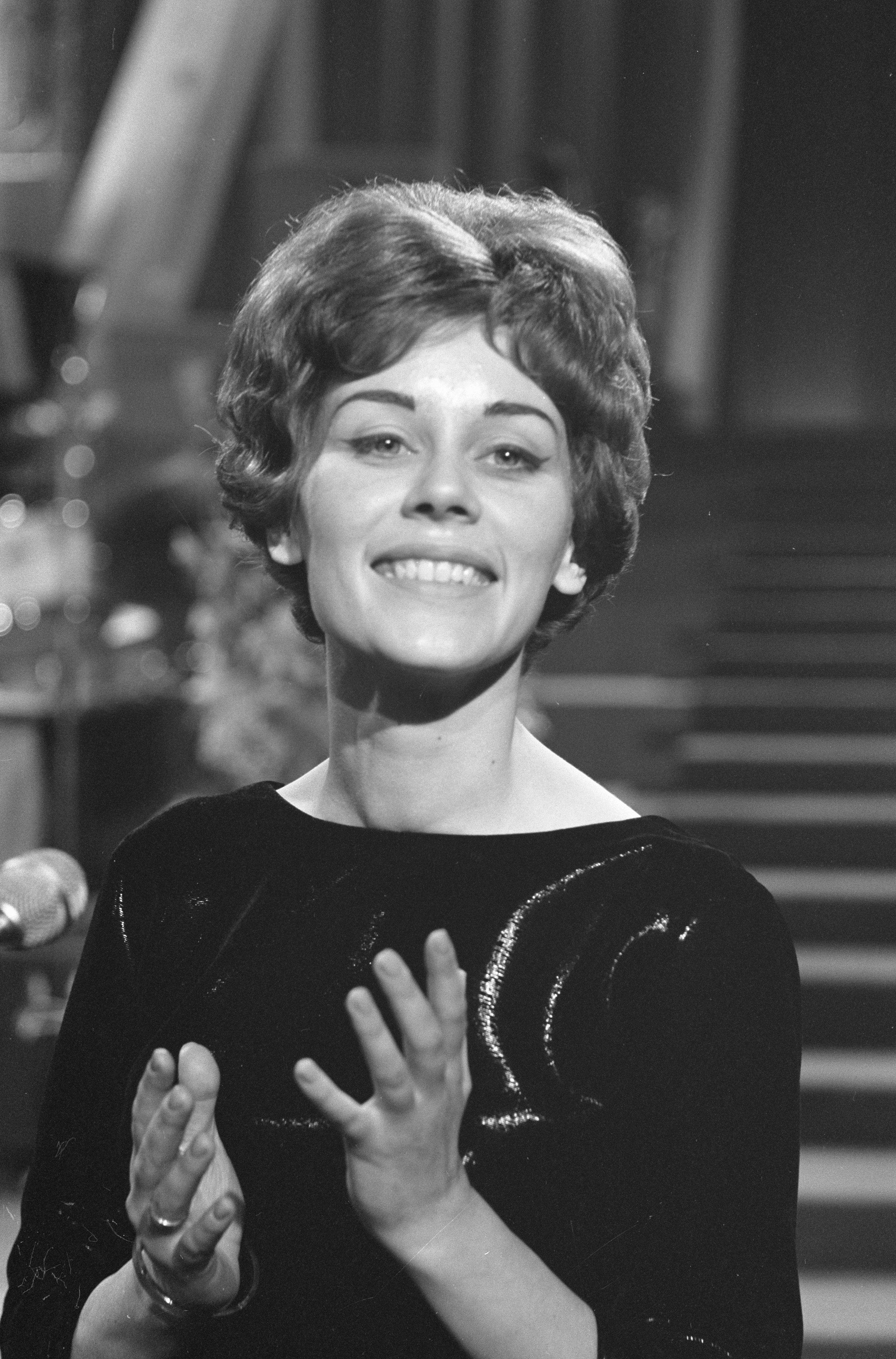
Conny Vandenbos al Nationaal Songfestival del 1962

Jacoba Adriana "Conny" Hollestelle-van den Bos, nota come Conny Vandenbos (L'Aia, 16 gennaio 1937 – Amsterdam, 7 aprile 2002), è stata una cantante olandese, professionalmente in attività a partire dall'inizio degli anni sessanta e dedita principalmente ai generi pop-levenslied.

## Biografia

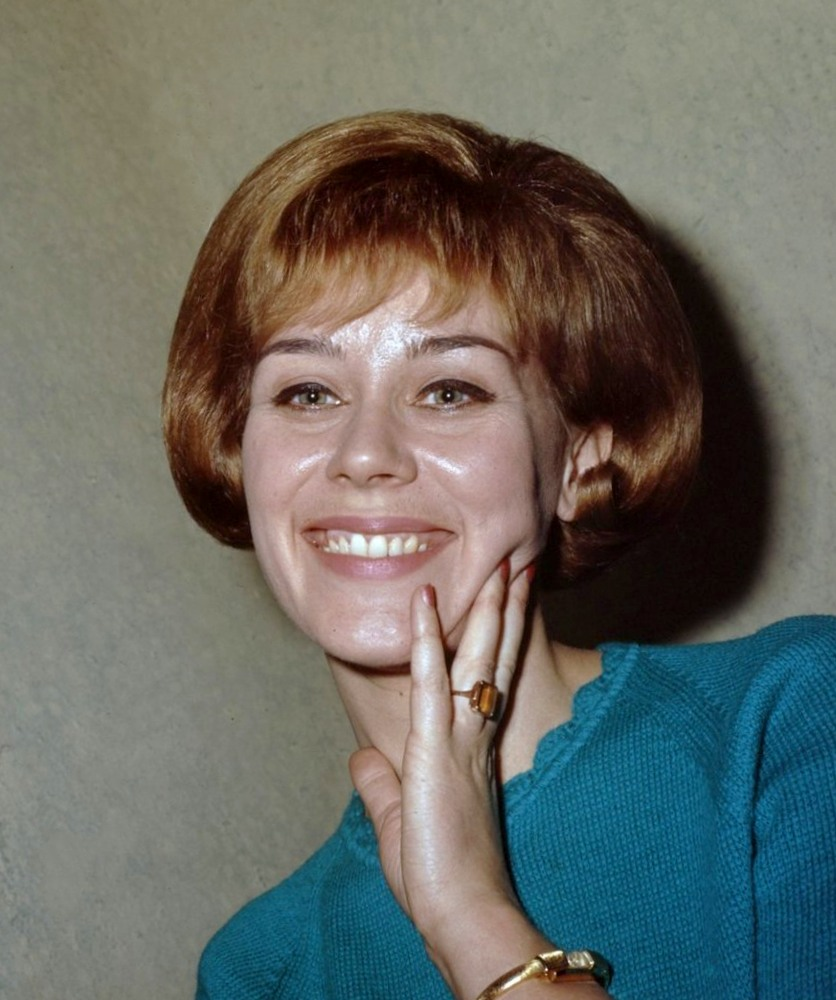
Conny Vandenbos nel 1965

In carriera, pubblicò una trentina di album, il primo dei quali è l'album Conny van den Bos del 1962. Tra i suoi singoli di maggiore successo, figura Sjake van den Hoek del 1975.
Nel corso della sua carriera vinse anche un'edizione del Nationaal Songfestival (nel 1965), e ottenne il diritto di rappresentare il suo paese all'Eurovision Song Contest 1965. Si ripresentò poi all'evento 33 anni dopo, come portavoce del suo paese.
Era la sorella del cantante, compositore e chitarrista Peter Hollestelle. Il cognome Van den Bos, poi cambiato in arte in Vandenbos, è quello del primo marito, Wim van den Bos.

## Discografia parziale

### Album
- Conny van den Bos (1962)
- Portret van Conny van den Bos (1966)
- Conny Vandenbosch (1970)
- Een vrouw van deze tijd (1974)
- Van dichtbij (1975)
- Zo wil ik leven (1976)
- Licht en schaduw (1976)
- Over liefde (1979)
- Conny Vandenbos zingt Janis Ian
- Net als iedereen (1983)
- De mooiste dag (1987)
- Knoop in je zakdoek (1993)
- Ik zou het weer zo doen (2001)

### Singoli
- Ik ben gelukkig zonder jou (1966)
- Een roosje m'n roosje (1974)
- Drie zomers lang (1975)
- Sjakie van de hoek (1975)
- Ome Arie (1976)
- Weet je wat we doen (1977)
- Don't leave tonight (1980; con Janis Ian)